# CA Bella Vista
Club Atlético Bella Vista – urugwajski klub piłkarski założony 4 października 1920, z siedzibą w mieście Montevideo.

## Historia
Club Atlético Bella Vista założony został 4 października 1920 przez grupę uczniów szkoły katolickiej San Francisco de Sales, a przyjęte przez założycieli żółto-białe barwy miały identyfikować się z barwami Watykanu.
W  1981 Bella Vista zadebiutował w Copa Libertadores, mając w grupie za przeciwników obok krajowego rywala CA Peñarol i drużyny wenezuelskie – Portuguesa FC oraz Estudiantes de Mérida. Klub odpadł jednak w pierwszej rundzie.
W cztery lata później, w 1985, Bella Vista miał okazję, by ponownie zaprezentować się na arenie międzynarodowej. W grupie krajowym rywalem ponownie był CA Peñarol, a pozostałe dwa kluby były z Chile: CSD Colo-Colo i Deportes Magallanes. Tak jak poprzednio, występ w Copa Libertadores zakończył się na pierwszej rundzie.
W 1990 Bella Vista pierwszy raz w swej 70-letniej historii zdobył mistrzostwo Urugwaju, co jednak wtedy nie dawało prawa gry w Copa Libertadores. Konieczne jeszcze było rozegranie barażu z drugim zespołem w turnieju Liguilla Pre-Libertadores, którym okazał się być Racing Club de Montevideo. Po remisie 0:0 zwycięskie rzuty karne dały prawo kolejnego, trzeciego już startu w Copa Libertadores. Tym razem grupa była niezwykle silna. Obok krajowego rywala Nacionalu, trzeba było zmierzyć się z reprezentantami Brazylii – CR Flamengo oraz Corinthians Paulista. Trzecie podejście też było nieudane – Bella Vista zajął ostatnie miejsce w grupie.
Czwarty start, w 1993 również zakończył się na pierwszej rundzie, mimo iż rywale byli słabsi niż poprzednio. Obok Nacionalu – ponownie – w grupie były dwa zespoły ekwadorskie, El Nacional i Barcelona SC.
Na piąty występ w Copa Libertadores trzeba było poczekać 6 lat. W 1999 rywalami Bella Vista w grupie były – po raz trzeci – Nacional, Estudiantes de Mérida i CF Monterrey. Klub zajął w grupie trzecie miejsce, ale tym razem wystarczyło to do awansu. W 1/8 finału Bella Vista pokonał Universidad Católica, docierając do ćwierćfinału, czyli najdalej w historii swoich występów. W ćwierćfinale Belle Vista nie dała jednak rady drużynie Deportivo Cali.
W 2000 Bella Vista już szósty raz spróbował swych sił w Copa Libertadores, trafiając do grupy, w której były Club Bolívar, Atlético Mineiro oraz CD Cobreloa. Tym razem nie było tak udanie jak przed rokiem i klub odpadł już w rozgrywkach grupowych.

## Osiągnięcia
- Mistrz Urugwaju (Primera División Uruguaya): 1990
- Mistrz drugiej ligi urugwajskiej (Segunda división uruguaya) (4): 1949, 1968, 1976, 1997
- Udział w Copa Libertadores: 1981, 1985, 1991, 1993, 1999 (ćwierćfinał), 2000

## Kontrowersje wokół koszulek klubowych
Na ogół uważa się, że koszulki Bella Vista, w połowie żółte i w połowie białe, reprezentują flagę Watykanu. Z tego powodu klub ma przydomek papales. Inna wersja mówi, że pochodzenie koszulek klubu jest inne. 
Barwy koszulek miały być kompromisem między fanatycznymi zwolennikami klubów Peñarol i Nacional, z jakich składał się dawny zarząd klubu. Dla pogodzenia obu stron barwami koszulek Bella Vista stały główne kolory obu urugwajskich gigantów. Podobny przypadek miał miejsce w klubie Arsenal Sarandí Buenos Aires – w zarządzie klubu byli kibice Independiente Buenos Aires i Racing Buenos Aires, a dla pogodzenia obu stron dla klubu zaprojektowano koszulki z kolorem jasnoniebieskim (Racing) i czerwonym (Independiente).